# Pallavolo ai Giochi della XXIX Olimpiade - Convocazioni al torneo maschile
Elenco dei giocatori convocati per i Giochi della XXIX Olimpiade.

## Brasile
| N° | Nome                | Ruolo | Data di nascita   | Squadra             |
| -- | ------------------- | ----- | ----------------- | ------------------- |
| -  | Bernardo de Rezende | All   | 25 agosto 1959    | Rio de Janeiro      |
| 1  | Bruno de Rezende    | P     | 2 luglio 1986     | Cimed               |
| 2  | Marcelo Elgarten    | P     | 9 novembre 1974   | Panathīnaïkos       |
| 4  | André Heller        | C     | 17 dicembre 1975  | Modena              |
| 6  | Samuel Fuchs        | S     | 4 marzo 1984      | Lokomotiv-Belogor'e |
| 7  | Gilberto de Godoy   | S     | 23 dicembre 1976  | Iskra Odincovo      |
| 8  | Murilo Endres       | S     | 3 maggio 1981     | Modena              |
| 9  | André Nascimento    | O     | 4 marzo 1979      | Modena              |
| 10 | Sérgio dos Santos   | L     | 15 ottobre 1975   | Piacenza            |
| 11 | Anderson Rodrigues  | S/O   | 21 maggio 1974    | União Suzano        |
| 13 | Gustavo Endres      | C     | 23 agosto 1975    | Treviso             |
| 14 | Rodrigo Santana     | C     | 17 aprile 1979    | Lube                |
| 18 | Dante do Amaral     | S     | 30 settembre 1980 | Panathīnaïkos       |

## Bulgaria
| N° | Nome                | Ruolo | Data di nascita   | Squadra            |
| -- | ------------------- | ----- | ----------------- | ------------------ |
| -  | Martin Stoev        | All   | 3 ottobre 1971    | Levski Sikonko     |
| 1  | Evgeni Ivanov       | C     | 3 giugno 1974     | Jastrzębski Węgiel |
| 2  | Hristo Cvetanov     | C     | 29 marzo 1978     | Budvanska rivijera |
| 3  | Andrej Žekov        | P     | 12 marzo 1980     | Patrōn             |
| 4  | Bojan Jordanov      | O     | 12 marzo 1983     | Olympiakos         |
| 5  | Krasimir Gajdarski  | C     | 23 febbraio 1983  | Olympiakos         |
| 6  | Matej Kazijski      | S     | 23 settembre 1984 | Trentino           |
| 11 | Vladimir Nikolov    | S/O   | 3 ottobre 1977    | Trentino           |
| 13 | Teodor Salparov     | L     | 16 agosto 1982    | CSKA Sofia         |
| 14 | Kostadin Stojkov    | S     | 7 dicembre 1977   | NOVA               |
| 15 | Todor Aleksiev      | S     | 21 aprile 1983    | Levski Sikonko     |
| 17 | Plamen Konstantinov | S     | 14 giugno 1973    | Īraklīs Salonicco  |
| 18 | Ivan Tasev          |       | 21 marzo 1967     | CSKA Sofia         |

## Cina
| N° | Nome           | Ruolo | Data di nascita   | Squadra  |
| -- | -------------- | ----- | ----------------- | -------- |
| -  | Zhou Jianan    | All   | 17 aprile 1964    | -        |
| 1  | Bian Hongmin   | C     | 22 settembre 1989 | Zhejiang |
| 4  | Yuan Zhi       | S     | 29 settembre 1981 | Liaoning |
| 5  | Guo Peng       | C     | 1º luglio 1982    | Bayi     |
| 6  | Shi Hairong    | O     | 27 marzo 1977     | Jiangsu  |
| 8  | Cui Jianjun    | S     | 1º agosto 1985    | Henan    |
| 9  | Jiao Shuai     | P     | 28 gennaio 1984   | Henan    |
| 11 | Yu Dawei       | C     | 21 giugno 1984    | Shandong |
| 12 | Shen Qiong     | S     | 5 settembre 1981  | Shanghai |
| 14 | Jiang Fudong   | S     | 10 gennaio 1983   | Sichuan  |
| 16 | Ren Qi         | L     | 24 febbraio 1984  | Shanghai |
| 17 | Sui Shengsheng | S     | 30 maggio 1980    | Liaoning |
| 18 | Fang Yingchao  | S/O   | 3 agosto 1982     | Shanghai |

## Egitto
| N° | Nome                | Ruolo | Data di nascita  | Squadra |
| -- | ------------------- | ----- | ---------------- | ------- |
| -  | Ahmed Zakaria       | All   | -                | -       |
| 1  | Hamdy Awad          | S     | 14 aprile 1972   | Al-Ahly |
| 2  | Ahmed Abdalla       | S     | 10 ottobre 1983  | Gabeca  |
| 3  | Mohamed Gabal       | S     | 21 gennaio 1984  |         |
| 4  | Ahmed Abdel Naeim   | O     | 19 agosto 1984   | Al-Ahly |
| 5  | Abdel Latif Ahmed   | C     | 13 agosto 1983   |         |
| 6  | Wael Alaydy         | L     | 8 dicembre 1971  |         |
| 7  | Ashraf Abouelhassan | S     | 17 maggio 1975   |         |
| 8  | Saleh Youssef       | S     | 25 luglio 1982   | Zamalek |
| 13 | Mohamed Badawy      | S     | 11 gennaio 1986  | Zamalek |
| 14 | Hossameldin Gomaa   | S     | 15 febbraio 1984 |         |
| 16 | Mohamed Seif Elnasr | C     | 5 settembre 1983 |         |
| 17 | Mahmoud Abdel Kader | S     | 12 maggio 1985   |         |

## Germania
| N° | Nome              | Ruolo | Data di nascita   | Squadra           |
| -- | ----------------- | ----- | ----------------- | ----------------- |
| -  | Stelian Moculescu | All   | 6 maggio 1950     | Friedrichshafen   |
| 1  | Marcus Popp       | S     | 23 settembre 1981 | Gabeca            |
| 4  | Simon Tischer     | P     | 24 aprile 1982    | Īraklīs Salonicco |
| 5  | Björn Andrae      | S     | 14 maggio 1981    | AZS Olsztyn       |
| 7  | Mark Siebeck      | S     | 14 ottobre 1975   | Halkbank          |
| 8  | Marcus Böhme      | C     | 25 agosto 1985    | Charlottenburg    |
| 9  | Stefan Hübner     | C     | 13 giugno 1975    | Treviso           |
| 10 | Jochen Schöps     | S/O   | 3 ottobre 1983    | Iskra Odincovo    |
| 11 | Frank Dehne       | P     | 14 febbraio 1976  | AZS Olsztyn       |
| 12 | Christian Pampel  | S     | 6 settembre 1979  | Friedrichshafen   |
| 13 | Ralph Bergmann    | C     | 26 maggio 1970    | Moerser           |
| 14 | Robert Kromm      | S     | 9 marzo 1984      | Perugia           |
| 19 | Thomas Kröger     | L     | 11 giugno 1979    | Friedrichshafen   |

## Giappone
| N° | Nome                 | Ruolo | Data di nascita   | Squadra            |
| -- | -------------------- | ----- | ----------------- | ------------------ |
| -  | Tatsuya Ueta         | All   | 25 luglio 1964    | -                  |
| 1  | Nobuharu Saito       | C     | 29 settembre 1973 | Toray Arrows       |
| 5  | Daisuke Usami        | P     | 29 marzo 1979     | Panasonic Panthers |
| 7  | Takahiro Yamamoto    | S/O/C | 12 luglio 1978    | Panasonic Panthers |
| 8  | Masaji Ogino         | C     | 8 gennaio 1970    | Suntory Sunbirds   |
| 11 | Yoshihiko Matsumoto  | C     | 7 gennaio 1981    | NEC Blue Rockets   |
| 12 | Kota Yamamura        | C     | 20 ottobre 1980   | Suntory Sunbirds   |
| 13 | Kunihiro Shimizu     | O     | 11 agosto 1986    | Tōkai Daigaku      |
| 14 | Tatsuya Fukuzawa     | S     | 1º luglio 1986    | Chūō Daigaku       |
| 15 | Katsutoshi Tsumagari | L     | 2 novembre 1975   | Suntory Sunbirds   |
| 16 | Yūsuke Ishijima      | S     | 9 gennaio 1984    | Sakai Blazers      |
| 17 | Yū Koshikawa         | S     | 30 giugno 1984    | Suntory Sunbirds   |
| 18 | Kosuke Tomonaga      | S     | 22 luglio 1980    | Sakai Blazers      |

## Italia
| N° | Nome                | Ruolo | Data di nascita  | Squadra          |
| -- | ------------------- | ----- | ---------------- | ---------------- |
| -  | Andrea Anastasi     | All   | 8 ottobre 1960   | -                |
| 1  | Luigi Mastrangelo   | C     | 17 agosto 1975   | M. Roma          |
| 3  | Mauro Gavotto       | O     | 16 aprile 1979   | Gabeca           |
| 5  | Valerio Vermiglio   | P     | 1º marzo 1976    | Lube             |
| 6  | Marco Meoni         | P     | 25 maggio 1973   | Piacenza         |
| 7  | Alessandro Paparoni | S     | 17 agosto 1981   | Lube             |
| 8  | Alberto Cisolla     | S     | 10 ottobre 1977  | Treviso          |
| 9  | Matteo Martino      | S     | 28 gennaio 1987  | Sparkling Milano |
| 11 | Hristo Zlatanov     | S     | 21 aprile 1976   | Piacenza         |
| 12 | Mirko Corsano       | L     | 28 ottobre 1973  | Lube             |
| 14 | Alessandro Fei      | C     | 29 novembre 1978 | Treviso          |
| 15 | Emanuele Birarelli  | C     | 8 febbraio 1981  | Trentino         |
| 16 | Vigor Bovolenta     | C     | 30 maggio 1974   | Piacenza         |

## Polonia
| N° | Nome                  | Ruolo | Data di nascita   | Squadra          |
| -- | --------------------- | ----- | ----------------- | ---------------- |
| -  | Raúl Lozano           | All   | 3 maggio 1956     | -                |
| 2  | Michał Winiarski      | S     | 28 settembre 1983 | Trentino         |
| 3  | Piotr Gruszka         | S     | 8 marzo 1977      | Skra Bełchatów   |
| 4  | Daniel Pliński        | C     | 10 dicembre 1978  | Skra Bełchatów   |
| 5  | Paweł Zagumny         | P     | 18 ottobre 1977   | AZS Olsztyn      |
| 8  | Marcin Wika           | S     | 9 novembre 1983   | AZS Częstochowa  |
| 10 | Mariusz Wlazły        | O     | 4 agosto 1983     | Skra Bełchatów   |
| 11 | Łukasz Kadziewicz     | C     | 20 settembre 1980 | Sparkling Milano |
| 12 | Paweł Woicki          | P     | 19 giugno 1983    | AZS Częstochowa  |
| 13 | Sebastian Świderski   | S     | 26 giugno 1977    | Lube             |
| 14 | Krzysztof Gierczyński | S     | 23 gennaio 1976   | AZS Częstochowa  |
| 16 | Krzysztof Ignaczak    | L     | 15 maggio 1978    | Asseco Resovia   |
| 18 | Marcin Możdżonek      | C     | 9 febbraio 1985   | AZS Olsztyn      |

## Russia
| N° | Nome              | Ruolo | Data di nascita   | Squadra        |
| -- | ----------------- | ----- | ----------------- | -------------- |
| -  | Vladimir Alekno   | All   | 4 dicembre 1966   | -              |
| 1  | Aleksandr Korneev | S     | 11 settembre 1980 | Dinamo Mosca   |
| 2  | Semën Poltavskij  | O     | 8 febbraio 1981   | Dinamo Mosca   |
| 3  | Aleksandr Kosarev | S     | 30 settembre 1977 | Zenit-Kazan    |
| 6  | Sergej Grankin    | P     | 21 gennaio 1985   | Dinamo Mosca   |
| 8  | Sergej Tetjuchin  | S     | 23 settembre 1975 | Zenit-Kazan    |
| 9  | Vadim Chamutckich | P     | 26 novembre 1969  | Fakel          |
| 10 | Jurij Berežko     | S     | 27 gennaio 1984   | Dinamo Mosca   |
| 13 | Aleksej Ostapenko | C     | 26 maggio 1986    | Dinamo Mosca   |
| 15 | Aleksandr Volkov  | C     | 14 febbraio 1985  | Dinamo Mosca   |
| 16 | Aleksej Verbov    | L     | 31 gennaio 1982   | Iskra Odincovo |
| 17 | Maksim Michajlov  | S/O   | 19 marzo 1988     | Jaroslavič     |
| 18 | Aleksej Kulešov   | C     | 22 maggio 1989    | Iskra Odincovo |

## Serbia
| N° | Nome              | Ruolo | Data di nascita   | Squadra           |
| -- | ----------------- | ----- | ----------------- | ----------------- |
| -  | Igor Kolaković    | All   | -                 | -                 |
| 2  | Dejan Bojović     | S     | 3 aprile 1983     | Gabeca            |
| 3  | Novica Bjelica    | C     | 9 febbraio 1983   | Piacenza          |
| 4  | Bojan Janić       | S     | 3 novembre 1982   | BluVolley Verona  |
| 5  | Vlado Petković    | P     | 6 gennaio 1983    | Vojvodina         |
| 8  | Marko Samardzic   | L     | 22 febbraio 1983  | Tours             |
| 9  | Nikola Grbić      | P     | 6 settembre 1973  | Trentino          |
| 10 | Miloš Nikić       | S     | 31 marzo 1986     | Sparkling Milano  |
| 12 | Andrija Gerić     | C     | 24 gennaio 1977   | Lube              |
| 14 | Ivan Miljković    | S/O   | 13 settembre 1979 | M. Roma           |
| 15 | Saša Starović     | S/O   | 19 ottobre 1988   | Studentski centar |
| 18 | Marko Podraščanin | C     | 29 agosto 1987    | Volley Corigliano |

## Stati Uniti
| N° | Nome              | Ruolo | Data di nascita  | Squadra               |
| -- | ----------------- | ----- | ---------------- | --------------------- |
| -  | Hugh McCutcheon   | All   | 13 ottobre 1969  | -                     |
| 1  | Lloy Ball         | P     | 17 febbraio 1972 | Zenit-Kazan           |
| 2  | Sean Rooney       | S     | 13 novembre 1982 | Dinamo-Jantar         |
| 4  | David Lee         | C     | 8 marzo 1982     | Halkbank              |
| 5  | Richard Lambourne | L     | 6 maggio 1975    | AZS Olsztyn           |
| 8  | William Priddy    | S     | 1º ottobre 1977  | Lokomotiv Novosibirsk |
| 9  | Ryan Millar       | C     | 22 gennaio 1978  | Sparkling Milano      |
| 10 | Riley Salmon      | S     | 2 luglio 1976    | Top Volley Latina     |
| 12 | Thomas Hoff       | C     | 9 giugno 1973    | Fakel                 |
| 13 | Clayton Stanley   | S/O   | 20 gennaio 1978  | Zenit-Kazan           |
| 14 | Kevin Hansen      | P     | 19 marzo 1982    | Stade Poitevin        |
| 15 | Gabriel Gardner   | S/O   | 18 marzo 1976    | Sparkling Milano      |
| 18 | Scott Touzinsky   | S     | 22 aprile 1982   | ACH Volley            |

## Venezuela
| N° | Nome               | Ruolo | Data di nascita   | Squadra         |
| -- | ------------------ | ----- | ----------------- | --------------- |
| -  | Ricardo Navajas    | All   | 27 settembre 1958 | -               |
| 3  | Andy Rojas         |       | 2 ottobre 1977    |                 |
| 4  | Joel Silva         | L     | 14 settembre 1985 | Brigham Young   |
| 5  | Rodman Valera      | S     | 20 aprile 1982    | Friedrichshafen |
| 6  | Carlos Luna        | S     | 25 gennaio 1981   | Almería         |
| 7  | Luis Díaz          | S     | 20 agosto 1983    | Sempre Padova   |
| 10 | Ronald Méndez      | C     | 26 ottobre 1982   |                 |
| 11 | Ernardo Gómez      | S     | 30 luglio 1982    | Fenerbahçe      |
| 12 | Carlos Tejeda      | O     | 28 luglio 1980    | Al-Arabi        |
| 13 | Iván Márquez       | C/O   | 4 ottobre 1981    | Olympiakos      |
| 14 | Thomas Ereu        | S     | 25 ottobre 1979   |                 |
| 17 | Juan Carlos Blanco | S     | 27 luglio 1981    | Pafiakos        |
| 18 | Fredy Cedeño       | C     | 10 settembre 1981 | AEK Atene       |